# Лумпунський бобровий заказник
Лумпу́нський бобро́вий зака́зник — державний мисливський заказник регіонального значення, що знаходиться в Удмуртії, Росія. Названий через річку, яка протікає через весь заказник в південному напрямку, поділяючи його на західну та східну половини.
Розташований на заході Сюмсинського району. На півночі та заході межа проходить по кордону з Кіровською областю, на сході по вузькоколійній залізниці до села Ключевка, далі через села Ходирі, Нові Гайни, Гура до річки Гуринка, далі по ній до її гирла на річці Лумпун. Південна межа проходить від річки Лумпун по прямій на захід до кордону.
Заказник був утворений 23 жовтня 1967 року.
На території заказника розташовані 6 сільських поселень — Березовка, Візил, Старий Кузлук, Старі Гайни, Тилиглуд та Шмики Гуринського сільського поселення. Між ними збудовані автомобільні шляхи. Окрім цього по території заказника, по правому березі річки Лумпун, проходила Кільмезька вузькоколійна залізниця.
Майже вся територія заказника врита хвойними лісами, заплавні території річок болотисті, місцями містяться непрохідні болота. Територією заказника протікає річка Лумпун та її притоки Курма, Кінца, Бузурма, Сюрсюк та Сянка, на заході протікає річка Лумпунчик.
Фауна заказника характерна для підзони південної тайги, представлена такими тваринами як вивірка звичайна, бобер європейський, щур водяний, видра річкова, горностай, єнотоподібний собака, кабан, куниця лісова, ласка, лисиця звичайна, лось, норка європейська, ондатра, рись, тхір лісовий, ведмідь бурий, борсук європейський, заєць білий та заєць сірий, вовк. Серед птахів поширені гусеві (гуска білолоба, гуменник, гуска сіра), качки (кряква, чирок-тріскунок, чирок-свистунок), рябки, тетерук, коростель, кулики (кроншнеп великий та кроншнеп середній, вальдшнеп, бекас, дупель, гаршнеп), голуби (вяхир, горлиця звичайна, клинтух).
Ведуться роботи по відновленню чисельності лосів, куниць, ведмедів та норки.